# Rzav (Zlatibor)
Pour les articles homonymes, voir Rzav.
Le Rzav, en serbe cyrillique Рзав, est une rivière qui coule à l'ouest de la Serbie et à l'est de la république serbe de Bosnie, en Bosnie-Herzégovine. Sa longueur est de 72 km. Il est un affluent droit de la Drina. La rivière est parfois appelée Veliki Rzav (en serbe cyrillique : Велики Рзав, le « Grand Rzav » ou le Zlatiborski Rzav (en serbe cyrillique: Златиборски Рзав, le « Rzav de Zlatibor »).
Le Rzav appartient au bassin de drainage de la mer Noire. Son propre bassin couvre une superficie de 605 km2. Il n'est pas navigable. 

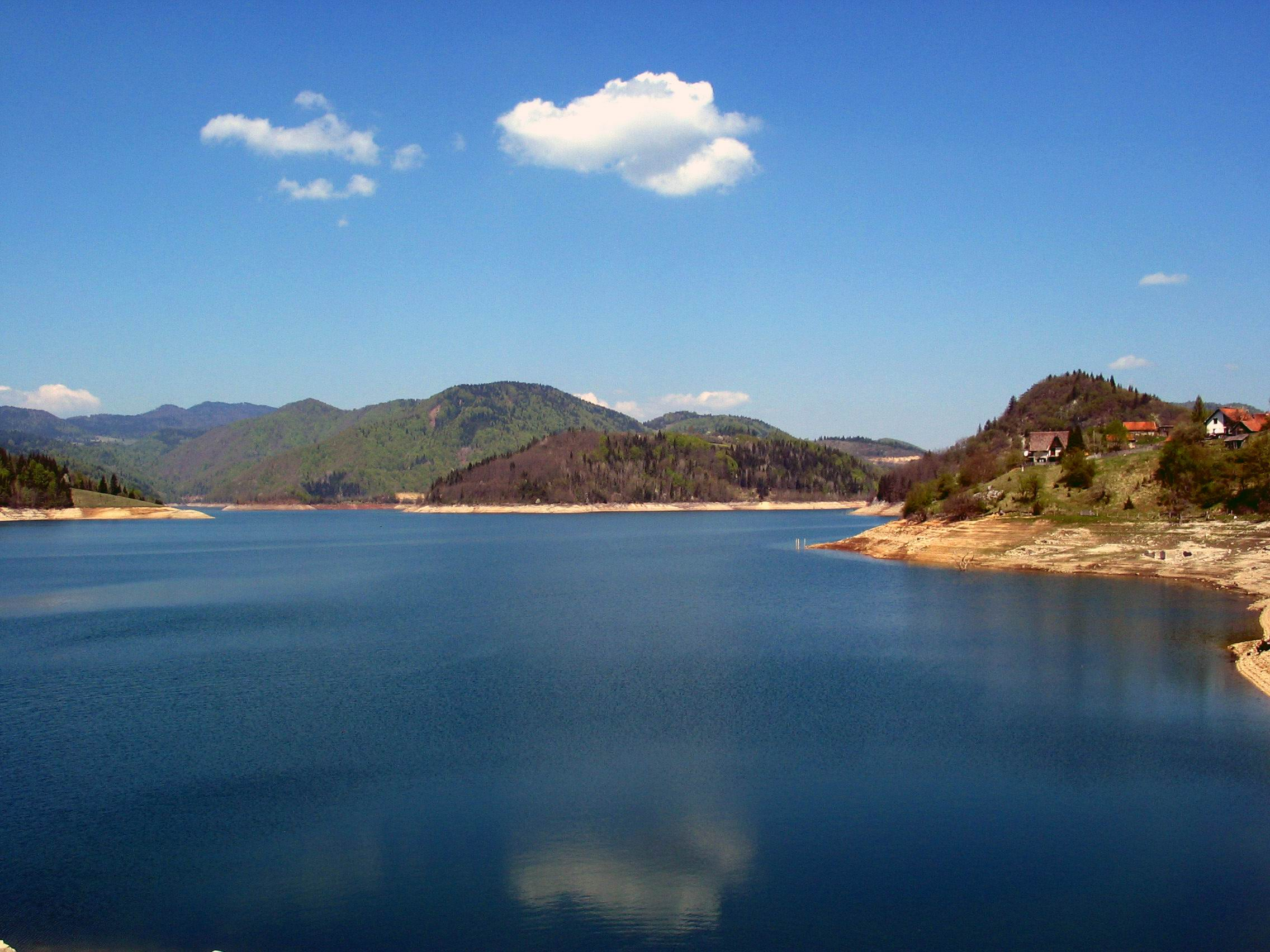
Le lac artificiel de Zaovine.

## Beli Rzav
Le Beli Rzav, en serbe cyrillique Бели Рзав, le « Rzav Blanc » est le bras le plus court contribuant à former le Rzav. Il prend sa source sur les pentes orientales du mont Zvijezda, près de la frontière avec la Bosnie-Herzégovine. Il passe d'abord au monastère et au village de Rastište puis oriente sa course vers le sud en direction des monts Tara et reçoit les eaux de nombreux ruisseaux. Au monastère et au village de Zaovine, le Beli Rzav reçoit un barrage qui a créé le lac artificiel de Zaovine. Après Kršanje et Kotroman, la rivière oblique vers l'ouest et entre en Bosnie-Herzégovine. Elle y rejoint le Crni Rzav au village de Donje Vardište.

## Crni Rzav
Le Crni Rzav, en serbe cyrillique Црни Рзав, le « Rzav Noir »), est le bras le plus long formant le Rzav. Il prend sa source au mont Čigota, à l'est des monts Zlatibor. La rivière coule d'abord en direction du nord et passe à Vodice et à Jokina Ćuprija. Il atteint ensuite la partie centrale des monts Zlatibor et reçoit un barrage qui a créé le lac artificiel de Ribnica (superficie : 10 km2). La rivière forme alors un coude en direction de l'ouest et suit bientôt une course parallèle avec celle de la Jablanica. Les deux rivières entrent en Bosnie-Herzégovine et la Jablanica se jette dans le Crni Rzav au village de Gornje Vardište.

## Rzav
Le Rzav prolonge le Beli Rzav. Il coule entre le versant méridional du mont Zvijezda (pic de Ponos) au nord et le mont Suva Gora au sud ; il passe à Prosjek (et à travers les ruines de la cité médiévale du même nom), à Dobrun et Žagre, avant de se jeter dans la Drina à Višegrad.